# 菲林斯谷站
菲林斯谷站（Fyllingsdalen terminal）是卑爾根輕鐵2號線的車站。站名是以所在地的城鎮名稱「菲林斯谷」所命名，為現時2號線南端總站，亦是所有輕鐵站中最西端的車站。
在第四期路線規劃時，本站曾稱為「烏雅遜站」（Oasen terminal），是以車站旁邊的購物商場「烏雅遜」（Citycon Oasen），但最終定案時則採用地區名為車站名。
本站與鄰站克里斯蒂安堡站之間以一條長3公里的菲林斯谷隧道連接，是整條輕鐵中最長的隧道路段，旁邊的行人／單車專用道也是現時世界上最長的行人／單車兩用專建隧道，但是平行單車／行人路會於深夜時段封聞，兩端入口的鐵閘會鎖上。

## 車站構造
車站建於烏雅遜商場A座南端對出，車站大部份位置原是位於地面的福克伯納多特道，因修建卑爾根輕鐵，道路被徵用，並且加高至與商場外的廣場相同水平。興建期間，更須將原來橫跨道路上的行人天橋拆去，以及加長通往商場地下停車場的室內部份。

### 月台配置
設有頭端式側式月台2座，靠近商場的為「A月台」，採用標準的卑爾根輕鐵車站模式，月台中央位置設置了有蓋候車亭。亭內設有自助售票機、顯示附近街道資訊的的LED屏幕及候車長櫈，亭外亦豎立了列車資訊屏；遠離商場一方為「B月台」，配置十分簡單，只設有供上落用的月台，以及列車資訊屏。在繁忙時段，A月台與B月台會輪流使用，但到了非繁忙時間，則只會使用A月台上落乘客。
至於原來的行人天橋，則在B月台向隧道方向的末端重新搭建。
2號線列車雖以市中心的碼頭街站為終點，但在列車上的方向牌及月台上的顯示屏一律顯示為「卑爾根市中心」（Bergen sentrum）。
| 月台 | 路線    | 目的地     | 備註         |
| ---- | ------- | ---------- | ------------ |
| A    | 2 2號線 | 碼頭街方向 | 主發月台     |
| B    | 2 2號線 | 碼頭街方向 | （備用月台） |

### 未來建設
卑爾根輕鐵有意將路線再向北伸延至斯比豪根（Spelhaugen），但現時仍在規劃，未有定案。

## 車站藝術
於A月台對出的商場空間上，放置了一座以銅製成、由Beret Aksnes及Vegar Moen共同製作的雕塑「最細小的乘客」（Den minste passasjeren）。意念是來自細菌，2019年10月18日，他們透過聖奧拉夫大學醫院在輕鐵列車上採樣了其中一種細菌，並在附設的醫學微生物學實驗室中培養及分析其結構後，再交由挪威科技大學的一名博士生Sindre Ullmann利用掃描方式取得其立體圖後，再放大而製成。

## 事故
2023年1月23日，一輛私家車於下午約四時半錯誤駛進了菲林斯谷總站前方的路軌範圍，並且卡於路軌上，事故導致基斯坦堡～菲林斯谷須暫停運作，後來警察須出動起重機把肇事的私家車吊離現場，輕鐵始回復正常。

## 相鄰車站
卑爾根輕鐵
-   2   2號線

基斯坦堡 - 菲林斯谷

## 外部連結
- 卑爾根輕鐵菲林斯谷站 （页面存档备份，存于）